# 劉瑞芬
劉瑞芬（1827年—1892年），字芝田，安徽貴池人。淮軍人物、晚清外交家。
以諸生跟從李鴻章軍援上海，辦理水陸軍械轉運。累保為道員，督辦松滬釐捐。光緒二年，掌管兩淮鹽運使。旋授蘇松太道。歷任江西按察使、布政使。十一年，改三品京堂，充出使英俄等國大臣；授太常寺卿，遷大理寺卿，仍留使。十三年，改駐為英國、法國、義大利、比利時四國大使。光緒十五年，召授廣東巡撫。光緒十八年，卒。

## 家族
- 劉世珩 (子)

## 延伸阅读
[在维基数据编辑]
 《清史稿·卷446》，出自趙爾巽《清史稿》